# Cuentos del Tío Conejo

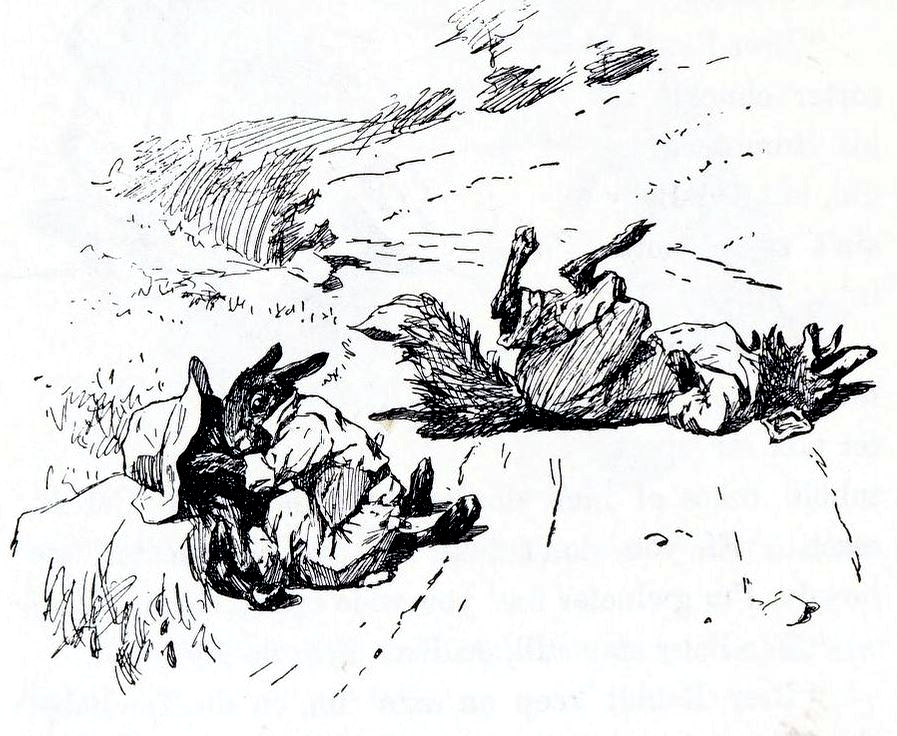
Versión anglosajona del conejo listo (Brer Rabbit) que se burla de los poderosos

Tío Conejo es un personaje picaresco de cuentos del folclor del Caribe, con especial importancia dentro de la cultura caribeña colombiana, costarricense y venezolana. Representa al personaje débil pero inteligente que logra burlarse de los poderosos. Generalmente en los cuentos, debe engañar para evitar ser devorado.
Tal como los cuentos de la araña Anansi, tiene profundas raíces en África y probablemente refleje las luchas de los esclavos africanos para sobrevivir física y culturalmente en un mundo de blancos. De esta forma los relatos del inteligente conejo proporcionaban alegría e inspiración para los esclavos sometidos, que veían en el personaje la posibilidad que su situación variara o al menos tener una forma de burlarse de sus amos y hacer más llevadera su esclavitud.
La mayoría de las historias del Tío Conejo tienen equivalentes en el folclor de otros países con que tiene sus propios personajes picarescos.

## Características
Tío Conejo es una personificación del típico astuto embustero que siempre logra salirse con la suya mediante la trampa y el engaño. Es el arquetipo del personaje pícaro de la literatura hispana que logra burlar a sus rivales más de una vez, sin llegar a ser un héroe propiamente dicho.
Si bien en África no hay conejos ni tigres o zorros, es posible que en ese continente fueran representados por otros animales locales y por lo tanto estos cuentos corresponden a una adaptación o una forma de sincretismo. El sincretismo religioso que ocurrió en la América Católica desmitificó las historias africanas y secularizó las creencias. El amplio espacio geográfico de estos cuentos y la forma como han sobrevivido en diferentes culturas muestra que debe existir algún tipo de relación entre el folklore y ciertas características culturales o étnicas comunes de estas naciones.
El Tío Conejo al enfrentarse a animales más grandes, fuertes y feroces, representa la eterna lucha entre el débil y el fuerte. La rivalidad entre la inteligencia y la fuerza bruta. Cuando un grupo humano teme a algo, inventa historias graciosas y burlescas del ser temido.

## Ejemplos de historias
El tío Conejo y el tío Tigre:
Los cuentos protagonizados por Tío Conejo en Venezuela, si bien están difundidos por todo el país, tuvieron su principal auge en el Llano, donde las haciendas y sembradíos eran el principal espacio en el que trabajaban los esclavos antes de que la esclavitud fuese abolida oficialmente en el país en 1854. Sin embargo, no se conoce que ningún escritor venezolano hiciese el trabajo de recopilar estos cuentos antes de 1949, cuando Rafael Rivero Oramas publicó Tío Conejo Detective. Luego, de 1949 a 1967, a través de su revista Tricolor, Rivero serializó las historias que luego publicó en 1973 como libro, El Mundo de Tío Conejo.
La figura de Tío Tigre surge como la respuesta a la necesidad de una contraparte masculina para el Tío Conejo que engendrara la fuerza bruta, este terminó siendo el jaguar (el tigre americano), protagonista y antagonista común de varios cuentos indígenas. Existen, además de los cuentos donde se enfrenta a Tío Conejo, también ellos en los que se relatan sus desventuras al tratar de comer o aprovecharse de otro animal, en los que siempre termina vencido y sin poder comer.
Los cuentos folclóricos protagonizados por estos personajes suelen tener una estructura muy común:
Al principio del cuento se encuentra Tío Conejo o Tío Tigre en sus andanzas, a veces buscando alimento o bebida, a veces simplemente buscando engañar (y a veces hasta matar) a su contrincante. Es entonces cuando los personajes se encuentran. Tío Tigre presenta una clara ventaja sobre Tío Conejo, y queda manifiesto que solo quedan segundos antes de que se lo coma (a veces la víctima no se trata del propio conejo, sino de algún familiar o amigo), y cuando está a punto de proceder, Tío Conejo rápidamente desarrolla una mentira con la que logra engañar al tigre, este siempre la cree, y al caer en la trampa puesta por el conejo, Tío Conejo aprovecha de escapar habiéndose salvado a él, o a quien fuese, mientras Tío Tigre jura vengarse.
Si bien existen muchos cuentos dispersos, a continuación se enlistarán algunos de los más famosos, varios de ellos recopilados por Rafael Rivero Oramas:
- Las vacas de Tío Conejo
- El funeral de Tío Tigre
- Tío Tigre, Tío Conejo y Tío Morrocoy
- La cena de Tío Tigre
- La piedra del zamuro (o Por qué el Tío Conejo tiene las orejas tan largas)
- El hojarasquito del monte
- De cómo Tío Tigre le pidió los papeles a Tío Burro
- Tío Conejo, Tío Tigre y el ventarrón

## Literatura
En 1920 se publica en Costa Rica, Cuentos de mi tía Panchita  una colección de cuentos de la escritora costarricense María Isabel Carvajal, conocida bajo el pseudónimo de Carmen Lyra. El texto es una colección de veintitrés cuentos de hadas que tradicionalmente se han agrupado en dos partes: los cuentos de la tía Panchita propiamente dichos, cuya temática se encuentra basada en cuentos folclóricos europeos como la Cenicienta o Hansel y Gretel, y los cuentos de tío Conejo. Esta parte son diez cuentos que se hallan basados en historias pertenecientes a la tradición oral de Latinoamérica, distinguiéndose en ellos sus orígenes africanos, cuyos relatos pasaron a América traídos por los esclavos negros, quienes legaron el personaje de Uncle Remus y de la araña Anancy, basados en deidades africanas. El personaje principal de los cuentos es Tío Conejo, personificación clásica del astuto embustero que siempre se sale con la suya mediante el engaño.
En 1945 Antonio Arráiz publicó su propia versión politizada de Tío Tigre y Tío Conejo, el mismo año en que el general Isaias Medina Angarita era derrocado de la presidencia de Venezuela. Aun así se sostiene que Arráiz ya trabajaba en estos cuentos desde hacía tiempo, puesto que los cuentos tienen referencias al gobierno del general. El momento era propicio para que los intelectuales venezolanos publicaran, dados los tiempos relativamente pacíficos y de libertades (1936-1944) que el país vivía después de experimentar su más larga y sangrienta dictadura (la de Juan Vicente Gómez 1909-1935). Es en este contexto donde Arráiz publica su texto conformado por siete cuentos, los cuales funcionan como episodios de una historia más larga, excepto por La Cucarachita Martínez que no tiene nada que ver con Tío Conejo. Estos cuentos se definen por mostrar una sociedad de animales que toman el lugar de los ciudadanos venezolanos, donde Tío Tigre es una figura de autoridad que trabaja por la conveniencia de una minoría poderosa, y de cómo Tío Conejo, valiéndose de su astucia, defiende los derechos de una mayoría proletaria e indefensa.